# Марк Емилий Лепид Порцина
Марк Емилий Лепид Порцина (на латински: Marcus Aemilius Lepidus Porcina) e политик на Римската република през 2 век пр.н.е.
Произлиза от клон Лепид на фамилията Емилии. Син е на Марк Емилий Лепид (военен трибун 190 пр.н.е.) и внук на Марк Емилий Лепид (консул 187 и 175 пр.н.е.)
През 137 пр.н.е. Порцина е избран за консул заедно с Гай Хостилий Манцин. Той става управител на Далечна Испания, а колегата му на Близка Испания. През 125 пр.н.е. е избран за авгур.